# Bradypodion tenue
Bradypodion tenue este o specie de cameleoni din genul Bradypodion, familia Chamaeleonidae, descrisă de Paul Matschie în anul 1892. Conform Catalogue of Life specia Bradypodion tenue nu are subspecii cunoscute.